# Alphonso Lingis
Alphonso Lingis (født 23. november 1933 i Crete, Illinois (en), død 8. maj 2025) var en amerikansk filosof, forfatter og oversætter. Hans interesseområder var fænomenologi, eksistentialisme, kontinental filosofi og etik.

## Liv
Lingis studerede på Loyola University i Chicago, derefter på Det katolske universitetet i Leuven (no) i Belgien. Hans doktortese, skrevet under Alphonse de Waelhens (fr), var en diskussion af de franske fænomenologer Maurice Merleau-Ponty og Jean-Paul Sartre. Tilbage i USA fik Lingis arbejde på Duquesne University (en) i Pittsburgh, og erhvervede sig et ry som oversætter af Merleau-Ponty og Emmanuel Levinas. I midt 1960'erne skiftede han til Penn State University (en), hvor han udgav en række artikler om filosofiens historie. I denne periode begyndte han at foretage omfattende rejser, hvilket der er spor af i alle hans værker.

## Filosofi
Hans debut som selvstændig forfatter kom i 1983 med Excesses. Den kombinerede antropologisk materiale med referencer til filosofiens historie. Hans filosofiske hovedværk er The Imperative (1998), hvori han formulerer sin egen kritik af fænomenologi. Her udvikler han Levinas' ide om etiske imperativer, idet Lingis fremsætter den tese, at etiske imperativer ikke blot kommer fra mennesker, men også fra dyr, planter og døde genstande.
Lingis udviklede en særlig stil som forelæser. Han forelæste generelt i kostume eller brugte baggrundsmusik eller optagelser af skrif, og ofte i mørke. 20 januar 1997 holdt han en forelæsning om "Animal metaphors for human behavior" i et galleri i Kyoto, Japan, klædt ud som geisha foran en skærm der viste projektioner af abstrakte mønstre, Ganges, Jean Cocteau's film "La Belle et la Bête" og shamisen-improvisationer af Katagiri Mamoru. Forelæsningen var arrangeret af den japanske neo-dadaistiske gruppe Phylloxera (Beatrix Fife, Mamoru Katagiri, Michael Lazarin). Forelæsningen blev overført af lærere og studerende i filosofi fra Kyoto Universitet.
Lingis' filosofi har bl.a. påvirket Graham Harman.

## Værker
- Excesses: Eros and Culture (1983)
- Libido: The French Existential Theories (1985)
- Phenomenological Explanations (1986)
- Deathbound Subjectivity (1989)
- The Community of Those Who Have Nothing in Common (1994)
- Abuses (1994)
- Foreign Bodies (1994)
- Sensation: Intelligibility in Sensibility (1995)
- The Imperative (1998)
- Dangerous Emotions (1999)
- Trust (2004)
- Body Transformations (2005)
- The First Person Singular (2007)
- Wonders Seen in Forsaken Places: An essay on the photographs and the process of photography of Mark Cohen (2010)
- Contact [fotografier] (2010)
- Violence and Splendor (2011)

## Oversættelser frafransktilengelsk
- Levinas, De l'existence à l'existant (1948)
- Levinas, Totalité et infini: essai sur l'extériorité (1961)
- Levinas, Autrement qu'être ou au-delà de l'essence (1974)
- Merleau-Ponty, Le visible et l'Invisible (1964)
- Pierre Klossowski, Sade, mon prochain (1947)

## Eksterne links
- Pennsylvania State University Department of Philosophy Arkiveret 24. juni 2007 hos  Wayback Machine
- Mortal Thoughts, an article on Lingis' philosophy
- Official Website Arkiveret 7. januar 2011 hos  Wayback Machine
- Alphonso Lingis: Seduction (essay; first publication)